# Jean Goudier
Jean Goudier est un monteur son français.

## Filmographie (sélection)
- 1983 : Papy fait de la résistance de Jean-Marie Poiré
- 1984 : Pinot simple flic de Gérard Jugnot
- 1985 : Scout toujours... de Gérard Jugnot
- 1987 : Tandem de Patrice Leconte
- 1988 : Frantic de Roman Polanski
- 1989 : Astérix et le Coup du menhir de Philippe Grimond
- 1989 : Monsieur Hire de Patrice Leconte
- 1990 : Le Mari de la coiffeuse de Patrice Leconte
- 1990 : Cyrano de Bergerac de Jean-Paul Rappeneau
- 1991 : Mayrig d'Henri Verneuil
- 1991 : L'Opération Corned-Beef de Jean-Marie Poiré
- 1992 : Le Zèbre de Jean Poiret
- 1992 : 588, rue Paradis d'Henri Verneuil
- 1993 : Les Visiteurs de Jean-Marie Poiré
- 1995 : Le Hussard sur le toit de Jean-Paul Rappeneau
- 1995 : Dis-moi oui d'Alexandre Arcady
- 1996 : Ridicule de Patrice Leconte
- 1996 : Les Grands Ducs de Patrice Leconte
- 1998 : Mookie d'Hervé Palud
- 1998 : Folle d'elle de Jérôme Cornuau
- 1998 : Les Couloirs du temps : Les Visiteurs 2 de Jean-Marie Poiré
- 1999 : Mauvaise passe de Michel Blanc
- 1999 : La Fille sur le pont de Patrice Leconte
- 2000 : La Veuve de Saint-Pierre de Patrice Leconte
- 2001 : Ma femme est une actrice d'Yvan Attal
- 2002 : Mon idole de Guillaume Canet
- 2003 : Bon Voyage de Jean-Paul Rappeneau
- 2004 : Alexandre d'Oliver Stone
- 2004 : Agents secrets de Frédéric Schoendoerffer
- 2006 : Ne le dis à personne de Guillaume Canet
- 2006 : Les Bronzés 3 de Patrice Leconte
- 2007 : Jacquou le Croquant de Laurent Boutonnat
- 2008 : Astérix aux Jeux olympiques de Frédéric Forestier et Thomas Langmann
- 2010 : Les Petits Mouchoirs de Guillaume Canet
- 2010 : L'Illusionniste de Sylvain Chomet
- 2010 : Gainsbourg, vie héroïque de Joann Sfar
- 2011 : Intouchables d'Éric Toledano et Olivier Nakache
- 2011 : Le Chat du rabbin de Joann Sfar et Antoine Delesvaux
- 2011 : La Fille du puisatier de Daniel Auteuil
- 2012 : Passion de Brian De Palma
- 2012 : Sur la piste du Marsupilami d'Alain Chabat
- 2013 : Une promesse de Patrice Leconte
- 2013 : Blood Ties de Guillaume Canet
- 2014 : Samba d'Éric Toledano et Olivier Nakache
- 2015 : Pourquoi j'ai pas mangé mon père de Jamel Debbouze
- 2017 : Rock'n Roll de Guillaume Canet

## Distinctions

### Récompenses
- César du meilleur son
  - en 1996 pour Le Hussard sur le toit
  - en 2011 pour Gainsbourg, vie héroïque

### Nominations
- César du meilleur son
  - en 1997 pour Ridicule
  - en 2004 pour Bon Voyage
  - en 2007 pour Ne le dis à personne
  - en 2012 pour Intouchables